# Hemicentetes nigriceps
Espèce
Statut de conservation UICN

 LC  : Préoccupation mineure
Hemicentetes nigriceps est une espèce de mammifères insectivores de la famille des Tenrecidae. C'est un tenrec zébré qui vit sur la côte est, dans les montagnes et les hautes terres malgaches.

## Morphologie
L'espèce se distingue avant tout de Hemicentetes semispinosus par la couleur des piquants, plutôt blancs et surtout l'absence de ligne jaune qui va du sommet de la tête jusqu'au nez de cette espèce voisine. Hemicentetes nigriceps est aussi sensiblement plus petit que le tenrec rayé des terres basses.
C'est un animal au corps massif qui mesure de 16 à 19 cm de long pour une masse comprise entre 80 et 150 g. La queue est quasi inexistante et les pattes sont courtes. Le pelage noir, rayé longitudinalement de bandes jaunâtres, est constitué d'un mélange de poils durs et de piquants. La tête est conique, terminée par un museau long et pointu, avec de petits yeux et de petites oreilles. Elle a la particularité de se terminer par une crête de piquants érectiles jaunes, autour du cou,.
Comme l'autre espèce du genre, la robe rayée de ces tenrecs zébrés a une fonction de mimétisme, soit pour ressembler aux petits de l'espèce Tenrec ecaudatus que l'instinct protecteur rend agressifs vis-à-vis des intrus, soit de camouflage pendant qu'ils fouillent le sol à la recherche de nourriture. Ils sont dotés de piquants détachables qui leur servent de moyen de défense. De 7 à 16 piquants spécialisés forment un organe de communication : quand ces piquants sont frottés les uns contre les autres, ils émettent à hautes fréquences des stridulations aigües, à l'attention des autres individus du groupe et sans doute comme avertissement vis-à-vis des prédateurs.

## Anatomie et métabolisme
Comme chez l'autre espèce le cloaque sert à la fois pour la reproduction et l'élimination des déchets naturels. Ils ont aussi des molaires de type zalambdodonte : la dent possède une crevasse centrale en forme de lambda (Λ). Et enfin, leur colonne vertébrale est constituée d'un nombre de vertèbres plus important que d'habitude avec 20 à 21 vertèbres.
Tous les tenrecs zébrés ont 38 chromosomes et un métabolisme au repos très bas comparé aux autres espèces d'Euthériens de cette taille.

## Comportement
Comme Hemicentetes semispinosus, H. nigriceps se nourrit presque exclusivement de vers, hormis quelques autres invertébrés. Il frappe le sol avec ses pattes de devant pour faire réagir les vers. Ce tenrec des hautes terres recherche sa nourriture de préférence dans les zones de rizières ou les champs de manioc.
Les deux espèces creusent un terrier fermé par un bouchon de feuilles. Le terrier sert à la fois pour se protéger des prédateurs et des écarts de température mais le tenrec des hautes terres est de mœurs plutôt nocturnes et creuse des terriers moins profonds, en bordure de forêt ou dans les champs.
Tous les tenrecs zébrés intimident les intrus en érigeant leur collerette de piquants et en agitant la tête de haut en bas afin de l'empaler éventuellement sur ses piquants. Si l'intrus insiste l'animal va frapper le sol des antérieurs en attaquant. À part en période de reproduction, les individus ne sont pas agressifs entre eux qui font connaissance en se reniflant le nez.
Ils marquent leur territoire à l'aide de leurs déjections et marques odorantes.
En plus des stridulations obtenues par frottement de certains piquants, ils utilisent pour communiquer des claquements de langue, peut-être également utilisés comme une sorte d'écholocation. Des petits cris et grincements sont également perceptibles quand on les dérange, émis juste avant de hérisser leurs piquants.
Cette espèce connait une période de torpeur plus prolongée que H.semispinosus, surtout en captivité. Il n'entre pas vraiment en hibernation mais alterne des périodes d'activité et de repos,.

### Reproduction
La couronne de piquants érectiles sert aussi aux femelles qui l'utilisent pour intimider les mâles quand elles ne sont pas réceptives, leur abandonnant des piquants plantés dans les parties génitales. Il arrive aussi que les mâles se battent entre eux pour une femelle.
Pour la courtiser, le mâle s'approche de la femelle en reniflant, le nez en l'air. S'il n'est pas repoussé il la renifle ensuite autour du cou et dans la zone du cloaque pendant que celle-ci lui mordille le nez.
Les femelles ne sont fertiles que durant la première année après la naissance. La période de reproduction correspond en principe à la période des pluies, c'est-à-dire de novembre à mai. Si les conditions hivernales sont favorables, la reproduction peut survenir toute l'année. L'ovulation a lieu après la copulation. La période de gestation dure en moyenne 55 à 58 jours.
Ce tenrec zébré met au monde des portées beaucoup moins nombreuses que celui des terres basses. L'espèce a en moyenne seulement 1,3 petits, même si en captivité les portées sont de 4 en moyenne.
À la naissance, les petits pèsent environ 11 g et mesurent de 5,5 à 6,7 cm de long. Le jeunes naissent dépourvus de piquants mais ceux-ci apparaissent dans les 24 heures après la naissance. Le sevrage a lieu au bout de 25 jours et ils sont adultes à 40 jours. L'intervalle entre deux naissance est toutefois assez grand.
Les soins apportés à leur progéniture n'ont été observés qu'en captivité. La femelle prépare un nid en creux dans le sol du terrier, en s'aidant du museau. À la naissance elle nettoie soigneusement le nez des petits pour qu'ils puissent respirer convenablement et remplace la litière du nid. Le mâle participe en laissant les petits se blottir contre lui. Par la suite, la femelle ramènera au nid tout petit qui s'en éloigne trop. Quand ils sortent et que leur organe de stridulation est opérationnel, la femelle garde le contact par ce moyen pendant qu'elle fouille le sol à la recherche de nourriture.
On ignore encore combien de temps ces animaux vivent dans la nature, mais en captivité Hemicentetes nigriceps peut vivre jusqu'à 3 ans.

## Habitat et répartition
Ce tenrec zébré est un animal endémique de Madagascar. Il fréquente les forêts humides, primaires et secondaires du plateau central, à l'est de l'ile, entre 1 200 et 2 350 m d'altitude. Il s'aventure aussi parfois en ville ou dans les villages.

## Interactions écologiques
Les principaux prédateurs des tenrecs zébrés sont un Boa, Boa dumerili, la Mangouste à queue annelée (Galidia elegans), le Fossa (Cryptoprocta ferox) et la Civette malgache (Fossa fossana). Les humains aussi capturent ces animaux à la main ou à l'aide de chiens ou de pièces à fosses pour consommer leur chair. Leurs moyens de défense sont avant tout la prudence, le mimétisme, leurs piquants et leur terrier.
Les tenrecs des hautes terres sont porteurs d'Anticorps de la peste bubonique et pourraient être des vecteurs potentiels de cette maladie
Tous les tenrecs zébrés jouent un rôle positif dans l'élimination des vers dans leur zone d'habitat. Cette espèce pourrait aussi être exploitée dans des mini-élevages familiaux.

## Statut de conservation
Ce n'est pas une espèce menacée, elle s'adapte bien aux modifications apportées par l'homme à son habitat.
Les tenrecs rayés sont occasionnellement chassés par l'homme pour leur chair.
L'espèce est présente dans deux zones protégées, dont le Parc National d'Andringitra.

## Classification
Cette espèce a été considérée comme une sous-espèce de Hemicentetes semispinosus  mais d'autres études ont établi qu'il s'agissait bien d'une espèce à part entière,.
En 2000 on a trouvé des individus des deux espèces dans la forêt de Mahatsinjo ce qui confirme qu'il s'agit bien de deux espèces distinctes.